# UCI Europe Tour 2018
El UCI Europe Tour 2018 fue la decimocuarta edición del calendario ciclístico internacional europeo. Se inició el 25 de enero de 2018 en España, con el Trofeo Porreras-Felanich-Las Salinas-Campos perteneciente a la Challenge Ciclista a Mallorca y finalizó el 14 de octubre de 2018 con la Chrono des Nations en Francia. En principio, se disputarían 275 competencias, otorgando puntos a los primeros clasificados de las etapas y a la clasificación final, aunque el calendario sufrió modificaciones a lo largo de la temporada para disputarse finalmente un total de 271 carreras.

## Equipos
Los equipos que pueden participar en las diferentes carreras dependen de la categoría de las mismas. A mayor nivel de una carrera pueden participar equipos de más nivel. Por ejemplo los equipos UCI WorldTeam, solo pueden participar de las carreras .HC y .1 y tienen cupo limitado de equipos para competir.
| Categoría      | Categoría                       | Equipos |
| -------------- | ------------------------------- | --- |
| .HC            | 1.HC (Carrera de un día)        | * ProTeam (max 65%) * Profesionales Continentales * Continentales * Selecciones nacionales                 |
| .HC            | 2.HC (Carrera de varios días)   | * ProTeam (max 65%) * Profesionales Continentales * Continentales * Selecciones nacionales                 |
| .1             | 1.1 (Carrera de un día)         | * ProTeam (max 50%) * Profesionales Continentales * Continentales * Selecciones nacionales                 |
| .1             | 2.1 (Carrera de varios días)    | * ProTeam (max 50%) * Profesionales Continentales * Continentales * Selecciones nacionales                 |
| .2             | 1.2 (Carrera de un día)         | * Profesionales Continentales * Continentales * Selecciones nacionales * Selecciones regionales * Amateurs |
| .2             | 2.2 (Carrera de varios días)    | * Profesionales Continentales * Continentales * Selecciones nacionales * Selecciones regionales * Amateurs |
| .Ncup (sub-23) | 1.Ncup (Carrera de un día)      | * Selecciones nacionales * Selecciones mixtas                                                              |
| .Ncup (sub-23) | 2.Ncup (Carrera de varios días) | * Selecciones nacionales * Selecciones mixtas                                                              |

## Carreras
Esta edición constó de 37 carreras de máxima categoría (.HC), 98 carreras de nivel (.1), y el resto de las carreras son del último nivel de categoría (.2). Además también forman parte los campeonatos nacionales de ruta y contrarreloj para élite y sub-23 para cada país europeo.

## Calendario
Las siguientes son las 271 carreras que formaron el calendario UCI Europe Tour (actualizado por la UCI a diciembre de 2018)

### Enero
| Fecha | Carrera                                     | Cat. | Ganador            | Equipo           |
| ----- | ------------------------------------------- | ---- | ------------------ | ---------------- |
| 25    | Trofeo Campos-Porreras-Felanich-Las Salinas | 1.1  | John Degenkolb     | Trek-Segafredo   |
| 26    | Trofeo Serra de Tramuntana                  | 1.1  | Tim Wellens        | Lotto Soudal     |
| 27    | Trofeo Lloseta-Andrach                      | 1.1  | Toms Skujiņš       | Trek-Segafredo   |
| 28    | Trofeo Palma                                | 1.1  | John Degenkolb     | Trek-Segafredo   |
| 28    | Gran Premio Ciclista la Marsellesa          | 1.1  | Alexandre Geniez   | Ag2r La Mondiale |
| 31-4  | Estrella de Bessèges                        | 2.1  | Tony Gallopin      | Ag2r La Mondiale |
| 31-4  | Vuelta a la Comunidad Valenciana            | 2.1  | Alejandro Valverde | Movistar         |

### Febrero
| Fecha | Carrera                 | Cat. | Ganador            | Equipo                 |
| ----- | ----------------------- | ---- | ------------------ | ---------------------- |
| 8-11  | Tour La Provence        | 2.1  | Alexandre Geniez   | Ag2r La Mondiale       |
| 10    | Vuelta a Murcia         | 1.1  | Luis León Sánchez  | Astana                 |
| 11    | Clásica de Almería      | 1.HC | Caleb Ewan         | Mitchelton-Scott       |
| 11    | Trofeo Laigueglia       | 1.HC | Moreno Moser       | Selección de Italia    |
| 14-18 | Vuelta a Andalucía      | 2.HC | Tim Wellens        | Lotto Soudal           |
| 14-18 | Vuelta al Algarve       | 2.HC | Michał Kwiatkowski | Sky                    |
| 17-18 | Tour de Haut-Var        | 2.1  | Jonathan Hivert    | Direct Énergie         |
| 18    | Gran Premio de Alanya   | 1.2  | Kyrill Pozdnyakov  | Synergy Baku           |
| 18    | GP Laguna               | 1.2  | Paolo Totò         | Sangemini-MG.Kvis-Vega |
| 22-25 | Tour de Antalya         | 2.2  | Artem Ovechkin     | Marathon-Tula          |
| 24    | Classic Sud Ardèche     | 1.1  | Romain Bardet      | Ag2r La Mondiale       |
| 25    | Kuurne-Bruselas-Kuurne  | 1.HC | Dylan Groenewegen  | LottoNL-Jumbo          |
| 25    | La Drôme Classic        | 1.1  | Lilian Calmejane   | Direct Énergie         |
| 25    | Gran Premio Izola       | 1.2  | Dušan Rajović      | Adria Mobil            |
| 27    | Le Samyn                | 1.1  | Niki Terpstra      | Quick-Step Floors      |
| 28    | Trofej Umag-Umag Trophy | 1.2  | Krister Hagen      | Coop                   |

### Marzo
| Fecha | Carrera                                      | Cat. | Ganador            | Equipo                       |
| ----- | -------------------------------------------- | ---- | ------------------ | ---------------------------- |
| 2-4   | Tour del Mediterráneo                        | 2.2  | Onur Balkan        | Torku Sekerspor              |
| 3     | Porec Trophy                                 | 1.2  | Emīls Liepiņš      | ONE                          |
| 4     | Gran Premio Villa de Lillers                 | 1.2  | Jérémy Lecroq      | Vital Concept                |
| 4     | Gran Premio Industria y Artigianato-Larciano | 1.HC | Matej Mohorič      | Bahrain Merida               |
| 4     | A través de Flandes Occidental               | 1.1  | Rémi Cavagna       | Quick-Step Floors            |
| 4     | Gran Premio Internacional de Rodas           | 1.2  | Matteo Moschetti   | Polartec-Kometa              |
| 8-11  | Istrian Spring Trophy                        | 2.2  | Krister Hagen      | Coop                         |
| 9-11  | Vuelta a Rodas                               | 2.2  | Mirco Maestri      | Bardiani-CSF                 |
| 11    | Clásica de Arrábida                          | 1.2  | Dmitry Strakhov    | Lokosphinx                   |
| 11    | Gran Premio Side                             | 1.2  | Stepan Astafyev    | Vino-Astana Motors           |
| 11    | Dorpenomloop Rucphen                         | 1.2  | Mikkel Bjerg       | Hagens Berman Axeon          |
| 11    | París-Troyes                                 | 1.2  | Adrien Petit       | Direct Énergie               |
| 11    | Tour de Drenthe                              | 1.HC | František Sisr     | CCC Sprandi Polkowice        |
| 14    | Nokere Koerse                                | 1.HC | Fabio Jakobsen     | Quick-Step Floors            |
| 14-18 | Vuelta al Alentejo                           | 2.2  | Luís Mendonça      | Aviludo-Louletano-Uli        |
| 16    | Handzame Classic                             | 1.HC | Álvaro Hodeg       | Quick-Step Floors            |
| 18    | Gran Premio de Denain                        | 1.HC | Kenny Dehaes       | WB-Aqua Protect-Veranclassic |
| 18    | La Popolarissima                             | 1.2  | Giovanni Lonardi   | Zalf Euromobil Désirée Fior  |
| 19-25 | Tour de Normandía                            | 2.2  | Thomas Stewart     | JLT Condor                   |
| 21    | Tres Días de Brujas-La Panne                 | 1.HC | Elia Viviani       | Quick-Step Floors            |
| 22-25 | Tour de Cartier                              | 2.2  | Cristian Raileanu  | Torku Sekerspor              |
| 22-25 | Settimana Coppi e Bartali                    | 2.1  | Diego Rosa         | Sky                          |
| 24    | Clásica de Loire-Atlantique                  | 1.1  | Rasmus Quaade      | BHS-Almeborg Bornholm        |
| 25    | Clásica Aldeias do Xisto                     | 1.2  | Daniel Mestre      | Efapel                       |
| 25    | Cholet-Pays de la Loire                      | 1.1  | Thomas Boudat      | Direct Énergie               |
| 29-30 | Tour de Fatih Sultan Mehmet                  | 2.2  | Galym Akhmetov     | Astana City                  |
| 30    | Route Adélie                                 | 1.1  | Silvan Dillier     | Ag2r La Mondiale             |
| 31    | Gran Premio Miguel Induráin                  | 1.1  | Alejandro Valverde | Movistar                     |
| 31    | Visegrad 4 Bicycle Race-GP Slovakia          | 1.2  | Maciej Paterski    | Wibatech Merx 7R             |
| 31    | Volta Limburg Classic                        | 1.1  | Jan Tratnik        | CCC Sprandi Polkowice        |
| 31-2  | Triptyque des Monts et Châteaux              | 2.2U | Jasper Philipsen   | Hagens Berman Axeon          |

### Abril
| Fecha | Carrera                                                           | Cat. | Ganador                | Equipo                            |
| ----- | ----------------------------------------------------------------- | ---- | ---------------------- | --------------------------------- |
| 1     | La Roue Tourangelle                                               | 1.1  | Marc Sarreau           | Groupama-FDJ                      |
| 1     | Trofeo Banca Popular de Vicenza                                   | 1.2U | Paolo Baccio           | Mastromarco Sensi Dover Benedetti |
| 1     | Gran Premio Adria Mobil                                           | 1.2  | Filippo Fortin         | Felbermayr-Simplon Wels           |
| 2     | Giro del Belvedere                                                | 1.2U | Robert Stannard        | Mitchelton-BikeExchange           |
| 3-6   | Circuito de la Sarthe                                             | 2.1  | Guillaume Martin       | Wanty-Groupe Gobert               |
| 3     | Gran Premio Palio del Recioto                                     | 1.2U | Stefan de Bod          | Dimension Data for Qhubeka        |
| 4     | Scheldeprijs                                                      | 1.HC | Fabio Jakobsen         | Quick-Step Floors                 |
| 6-8   | Circuito de las Ardenas                                           | 2.2  | Anthony Maldonado      | Saint Michel-Auber93              |
| 7     | Trofeo Edil C                                                     | 1.2U | Alessandro Fedeli      | Trevigiani Phonix-Hemus 1896      |
| 8     | Klasika Primavera                                                 | 1.1  | Andrey Amador          | Movistar                          |
| 10    | París-Camembert                                                   | 1.1  | Lilian Calmejane       | Direct Énergie                    |
| 11-15 | Tour de Loir-et-Cher                                              | 2.2  | Asbjørn Kragh Andersen | Virtu                             |
| 11    | Flecha Brabanzona                                                 | 1.HC | Tim Wellens            | Lotto Soudal                      |
| 13-15 | Gran Premio Internacional de Fronteras y la Sierra de la Estrella | 2.1  | Dmitry Strakhov        | Lokosphinx                        |
| 14    | Lieja-Bastoña-Lieja sub-23                                        | 1.2U | João Almeida           | Hagens Berman Axeon               |
| 14    | Tour de Finisterre                                                | 1.1  | Jonathan Hivert        | Direct Énergie                    |
| 15    | Tro Bro Leon                                                      | 1.1  | Christophe Laporte     | Cofidis, Solutions Crédits        |
| 16-20 | Tour de los Alpes                                                 | 2.HC | Thibaut Pinot          | Groupama-FDJ                      |
| 17-22 | Tour de Croacia                                                   | 2.HC | Kanstantsín Siutsou    | Bahrain Merida                    |
| 19-22 | Tour de Mersin                                                    | 2.2  | Eduard Vorganov        | Minsk CC                          |
| 20-22 | Vuelta a Castilla y León                                          | 2.1  | Rubén Plaza            | Israel Cycling Academy            |
| 21    | Visegrad 4 Bicycle Race-GP Czech Republic                         | 1.2  | Alois Kaňkovský        | Elkov-Author                      |
| 21    | Memorial Arno Wallaard                                            | 1.2  | Joshua Huppertz        | Lotto-Kern Haus                   |
| 21-22 | Tour de Jura                                                      | 2.2  | Carl Fredrik Hagen     | Joker Icopal                      |
| 22    | Giro de los Apeninos                                              | 1.1  | Giulio Ciccone         | Bardiani-CSF                      |
| 22    | Trofeo Ciudad de San Vendemiano                                   | 1.2U | Alberto Dainese        | Zalf Euromobil Désirée Fior       |
| 22    | Visegrad 4 Bicycle Race-GP Polski Via Odra                        | 1.2  | Maciej Paterski        | Wibatech Merx 7R                  |
| 22    | Rutland-Melton CiCLE Classic                                      | 1.2  | Gabriel Cullaigh       | Wiggins                           |
| 25    | Gran Premio della Liberazione                                     | 1.2U | Alessandro Fedeli      | Trevigiani Phonix-Hemus 1896      |
| 25-1  | Tour de Bretaña                                                   | 2.2  | Fabien Schmidt         | Côtes d'Armor-Marie Morin         |
| 27-29 | Vuelta a Asturias                                                 | 2.1  | Richard Carapaz        | Movistar                          |
| 27-1  | Toscana Terra di Ciclismo Eroica                                  | 2.2U | Andrea Bagioli         | Colpack                           |
| 28-3  | Carpathian Couriers Race                                          | 2.2U | Filip Maciejuk         | Leopard                           |
| 28    | Tour de Zuidenveld                                                | 1.2  | Stef Krul              | Metec-TKH Continental p/b Mantel  |
| 28    | Himmerland Rundt                                                  | 1.2  | André Looij            | Monkey Town Continental           |
| 28-29 | Belgrado-Bania Luka                                               | 2.1  | Gašper Katrašnik       | Adria Mobil                       |
| 29    | Paris-Mantes-en-Yvelines                                          | 1.2  | Gianni Marchand        | Cibel-Cebon                       |
| 29    | Skive-Løbet                                                       | 1.2  | Rasmus Bøgh Wallin     | ColoQuick                         |

### Mayo
| Fecha | Carrera                           | Cat. | Ganador               | Equipo                        |
| ----- | --------------------------------- | ---- | --------------------- | ----------------------------- |
| 1     | Gran Premio de Fráncfort sub-23   | 1.2U | Niklas Larsen         | Virtu                         |
| 1     | Memoriał Andrzeja Trochanowskiego | 1.2  | Alois Kaňkovský       | Elkov-Author                  |
| 2     | Memoriał Romana Siemińskiego      | 1.2  | Alois Kaňkovský       | Elkov-Author                  |
| 2-6   | Cinco Anillos de Moscú            | 2.2  | Andrey Prostokishin   | Selección de Rusia            |
| 3-6   | Rhône-Alpes Isère Tour            | 2.2  | Stephan Rabitsch      | Felbermayr-Simplon Wels       |
| 3-6   | Tour de Mesopotamia               | 2.2  | Nazim Bakirci         | Torku Sekerspor               |
| 3-6   | Tour de Yorkshire                 | 2.1  | Greg Van Avermaet     | BMC Racing                    |
| 4-6   | Vuelta a la Comunidad de Madrid   | 2.1  | Edgar Pinto           | Vito-Feirense-Blackjack       |
| 5     | Sundvolden GP                     | 1.2  | Alexander Kamp        | Virtu                         |
| 6     | Ringerike GP                      | 1.2  | Syver Wærsted         | Uno-X Norwegian Development   |
| 6     | Flecha de las Ardenas             | 1.2  | Cees Bol              | SEG Racing Academy            |
| 6     | Circuito del Porto-Trofeo Arvedi  | 1.2  | Giovanni Lonardi      | Zalf Euromobil Désirée Fior   |
| 8-13  | Cuatro Días de Dunkerque          | 2.HC | Dimitri Claeys        | Cofidis, Solutions Crédits    |
| 9-13  | Flèche du Sud                     | 2.2  | Gianni Marchand       | Cibel-Cebon                   |
| 11-13 | Vuelta a Aragón                   | 2.1  | Jaime Rosón           | Movistar                      |
| 11-13 | CCC Tour-Grody Piastowskie        | 2.2  | Łukasz Owsian         | CCC Sprandi Polkowice         |
| 12    | Scandinavian Race                 | 1.2  | Trond Trondsen        | Coop                          |
| 12    | Tour de Overijssel                | 1.2  | Piotr Havik           | BEAT                          |
| 12    | Visegrad 4 Kerekparverseny        | 1.2  | František Sisr        | CCC Sprandi Polkowice         |
| 13    | Vuelta a Holanda Septentrional    | 1.2  | Julius van den Berg   | SEG Racing Academy            |
| 13    | Gran Premio Criquielion           | 1.2  | Lionel Taminiaux      | AGO-Aqua Service              |
| 13    | Gran Premio Industrias del Mármol | 1.2U | Gregorio Ferri        | Zalf Euromobil Désirée Fior   |
| 16-20 | Bałtyk-Karkonosze Tour            | 2.2  | Philipp Walsleben     | P&S Thüringhen                |
| 16-20 | Tour de Noruega                   | 2.HC | Eduard Prades         | Euskadi Basque Country-Murias |
| 17-20 | Ronde d'Isard                     | 2.2U | Stephen Williams      | SEG Racing Academy            |
| 18-20 | Tour de l'Ain                     | 2.1  | Arthur Vichot         | Groupama-FDJ                  |
| 18-20 | París-Arrás Tour                  | 2.2  | Stephan Rabitsch      | Felbermayr-Simplon Wels       |
| 19-23 | Tour de Albania                   | 2.2  | Michele Gazzara       | Sangemini-MG.Kvis-Vega        |
| 20-27 | Rás Tailteann                     | 2.2  | Luuc Bugter           | Delta Rotterdam               |
| 20    | Gran Premio Marcel Kint           | 1.1  | Nacer Bouhanni        | Cofidis, Solutions Crédits    |
| 22-24 | Tour de los Fiordos               | 2.HC | Michael Albasini      | Mitchelton-Scott              |
| 23-27 | Vuelta a Bélgica                  | 2.HC | Jens Keukeleire       | Lotto Soudal                  |
| 24-26 | Gran Premio Ciclista de Gemenc    | 2.2  | Rok Korošec           | My Bike Stevens               |
| 25-26 | Tour de Estonia                   | 2.1  | Grzegorz Stępniak     | Wibatech Merx 7R              |
| 25-27 | Hammer Stavanger                  | 2.1  | Mitchelton-Scott      | Mitchelton-Scott              |
| 26    | Gran Premio de Plumelec-Morbihan  | 1.1  | Andrea Pasqualon      | Wanty-Groupe Gobert           |
| 27    | París-Roubaix sub-23              | 1.2U | Stan Dewulf           | Lotto Soudal U23              |
| 27    | Circuito de Valonia               | 1.2  | Mikkel Frølich Honoré | Virtu                         |
| 27    | Boucles de l'Aulne                | 1.1  | Kévin Le Cunff        | Saint Michel-Auber93          |
| 30-3  | Tour de Luxemburgo                | 2.HC | Andrea Pasqualon      | Wanty-Groupe Gobert           |
| 31-3  | Boucles de la Mayenne             | 2.1  | Mathieu van der Poel  | Corendon-Circus               |
| 31-3  | Szlakiem Walk Majora Hubala       | 2.1  | Mateusz Taciak        | CCC Sprandi Polkowice         |

### Junio
| Fecha | Carrera                                     | Cat. | Ganador               | Equipo                       |
| ----- | ------------------------------------------- | ---- | --------------------- | ---------------------------- |
| 1-3   | Tour de Bihor                               | 2.2  | Iván Ramiro Sosa      | Androni Giocattoli-Sidermec  |
| 1-3   | Hammer Limburgo                             | 2.1  | Quick-Step Floors     | Quick-Step Floors            |
| 1     | Horizon Park Race for Peace                 | 1.2  | Frederik Muff         | AURA Energi-CK Aarhus        |
| 2     | Horizon Park Race Maidan                    | 1.2  | Branislau Samoilau    | Minsk CC                     |
| 2     | Flecha de Heist                             | 1.1  | Emīls Liepiņš         | ONE                          |
| 2     | Trofeo Alcide Degasperi                     | 1.2  | Simone Ravanelli      | Biesse Carrera Gavardo       |
| 3     | Memorial Philippe Van Coningsloo            | 1.2  | Gustav Höög           | Coop                         |
| 3     | Horizon Park Classic                        | 1.2  | Branislau Samoilau    | Minsk CC                     |
| 3     | Gran Premio de Lugano                       | 1.1  | Hermann Pernsteiner   | Bahrain Merida               |
| 3     | Coppa della Pace                            | 1.2  | Matteo Sobrero        | Dimension Data for Qhubeka   |
| 7-10  | Ronde de l'Oise                             | 2.2  | Henrik Evensen        | Joker Icopal                 |
| 7-16  | Giro Ciclistico d'Italia                    | 2.2U | Aleksandr Vlasov      | Selección de Rusia           |
| 7     | G. P. Kanton Aargau                         | 1.HC | Alexander Kristoff    | UAE Emirates                 |
| 8-10  | Vuelta a Serbia                             | 2.2  | Nicolás Tivani        | Trevigiani Phonix-Hemus 1896 |
| 8-10  | Tour de Malopolska                          | 2.2  | Amaro Antunes         | CCC Sprandi Polkowice        |
| 9     | Dwars door de Vlaamse Ardennen              | 1.2  | Robby Cobbaert        | Cibel-Cebon                  |
| 10    | Vuelta a Colonia                            | 1.1  | Sam Bennett           | Bora-Hansgrohe               |
| 10    | Tour de Limburgo                            | 1.1  | Mathieu van der Poel  | Corendon-Circus              |
| 10    | Midden Brabant-Poort Omloop                 | 1.2  | Julius van den Berg   | SEG Racing Academy           |
| 13-17 | Tour de Eslovenia                           | 2.1  | Primož Roglič         | LottoNL-Jumbo                |
| 14-17 | Ruta de Occitania                           | 2.1  | Alejandro Valverde    | Movistar                     |
| 14-17 | Oberösterreichrundfahrt                     | 2.2  | Stephan Rabitsch      | Felbermayr-Simplon Wels      |
| 15    | Dwars door het Hageland                     | 1.1  | Krists Neilands       | Israel Cycling Academy       |
| 16    | Tour de Fyen                                | 1.1  | Mads Pedersen         | Trek-Segafredo               |
| 16    | Memoriał im. J. Grundmanna i J. Wizowskiego | 1.2  | Łukasz Owsian         | CCC Sprandi Polkowice        |
| 17    | Elfstedenronde                              | 1.1  | Adam Blythe           | Aqua Blue Sport              |
| 17    | Gran Premio Doliny Baryczy Milicz           | 1.2  | Kamil Małecki         | CCC Sprandi Polkowice        |
| 17    | Gran Premio Horsens                         | 1.1  | Herman Dahl           | Joker Icopal                 |
| 18-21 | Tour de Mevlana                             | 2.2  | Onur Balkan           | Torku Sekerspor              |
| 19    | Halle-Ingooigem                             | 1.1  | Danny van Poppel      | LottoNL-Jumbo                |
| 20-24 | Adriatica Ionica Race                       | 2.1  | Iván Ramiro Sosa      | Androni Giocattoli-Sidermec  |
| 21-24 | Tour de Saboya                              | 2.2  | Riccardo Zoidl        | Felbermayr-Simplon Wels      |
| 24    | París-Chauny                                | 1.1  | Ramon Sinkeldam       | Groupama-FDJ                 |
| 27    | Trofeo Internacional Jong Maar Moedig       | 1.2  | Jérôme Baugnies       | Wanty-Groupe Gobert          |
| 30    | Omloop Het Nieuwsblad sub-23                | 1.2U | Erik Nordsæter Resell | Uno-X Norwegian Development  |

### Julio
| Fecha | Carrera                                                | Cat. | Ganador                     | Equipo                       |
| ----- | ------------------------------------------------------ | ---- | --------------------------- | ---------------------------- |
| 3     | Trofeo Ciudad de Brescia                               | 1.2  | Filippo Rocchetti           | Colpack                      |
| 4-7   | Carrera de la Solidaridad y de los Campeones Olímpicos | 2.2  | Sylwester Janiszewski       | Wibatech Merx 7R             |
| 5-8   | Tour de Sibiu                                          | 2.1  | Iván Ramiro Sosa            | Androni Giocattoli-Sidermec  |
| 7-14  | Vuelta a Austria                                       | 2.HC | Ben Hermans                 | Israel Cycling Academy       |
| 7     | Gran Premio Jean-Pierre Monseré                        | 1.1  | André Looij                 | Monkey Town                  |
| 8     | Giro del Medio Brenta                                  | 1.2  | Alexander Evtushenko        | Lokosphinx                   |
| 8     | Gran Premio de la Ville de Nogent-sur-Oise             | 1.2  | Julien Antomarchi           | Roubaix Lille Métropole      |
| 8     | Gran Premio Albert Fauville-Baulet                     | 1.2  | Aksel Nõmmela               | BEAT CC                      |
| 11-15 | Giro del Valle de Aosta                                | 2.2U | Vadim Pronskiy              | Astana City                  |
| 12-15 | Gran Premio Torres Vedras-Trofeo Joaquim Agostinho     | 2.2  | José Fernandes              | W52-FC Porto                 |
| 18-22 | Gran Premio Nacional 2 de Portugal                     | 2.2  | Raúl Alarcón Mario González | W52-FC Porto Sporting-Tavira |
| 22    | Gran Premio de la Villa de Pérenchies                  | 1.2  | Kenny Dehaes                | WB-Aqua Protect-Veranclassic |
| 22    | V4 Special Series Debrecen-Ibrány                      | 1.2  | Péter Kusztor               | My Bike-Stevens              |
| 25-28 | Dookoła Mazowsza                                       | 2.2  | Szymon Sajnok               | CCC Sprandi Polkowice        |
| 25    | Clásica de Ordizia                                     | 1.1  | Robert Power                | Mitchelton-Scott             |
| 26    | Gran Premio Pino Cerami                                | 1.1  | Peter Kennaugh              | Bora-Hansgrohe               |
| 28-30 | Kreiz Breizh Elites                                    | 2.2  | Damien Touzé                | Saint Michel-Auber93         |
| 28-1  | Tour de Valonia                                        | 2.HC | Tim Wellens                 | Lotto Soudal                 |
| 29    | Gran Premio de Kranj                                   | 1.2  | Daniel Auer                 | WSA-Pushbikers               |
| 31    | Circuito de Guecho                                     | 1.1  | Alex Aranburu               | Caja Rural-Seguros RGA       |

### Agosto
| Fecha | Carrera                                  | Cat. | Ganador                   | Equipo                       |
| ----- | ---------------------------------------- | ---- | ------------------------- | ---------------------------- |
| 1-5   | Tour de Alsacia                          | 2.2  | Geoffrey Bouchard         | Cr4C Roanne                  |
| 1-5   | Vuelta a Dinamarca                       | 2.HC | Wout van Aert             | Vérandas Willems-Crelan      |
| 1-12  | Vuelta a Portugal                        | 2.1  | Raúl Alarcón Joni Brandão | W52-FC Porto Sporting-Tavira |
| 4     | Gran Premio de Kalmar                    | 1.2  | Gustav Höög               | Selección de Suecia          |
| 5     | Antwerpse Havenpijl                      | 1.2  | Tibo Nevens               | Home Solution-Anmapa-Soenens |
| 5     | Polynormande                             | 1.1  | Pierre-Luc Périchon       | Fortuneo-Samsic              |
| 7-11  | Vuelta a Burgos                          | 2.HC | Iván Ramiro Sosa          | Androni Giocattoli-Sidermec  |
| 7-11  | Tour de Szeklerland                      | 2.2  | Nicolae Tanovitchii       | Novak                        |
| 9-12  | Tour de la República Checa               | 2.1  | Riccardo Zoidl            | Felbermayr-Simplon Wels      |
| 11    | Memoriał Henryka Łasaka                  | 1.2  | Mateusz Grabis            | Voster Uniwheels             |
| 11    | Slag om Norg                             | 1.1  | Jan-Willem van Schip      | Roompot-Nederlandse Loterij  |
| 12    | Puchar Uzdrowisk Karpackich              | 1.2  | Maciej Paterski           | Wibatech Merx 7R             |
| 12    | Gran Premio Sportivi di Poggiana         | 1.2U | Robert Stannard           | Mitchelton-BikeExchange      |
| 14-19 | Tour de Hungría                          | 2.1  | Manuel Belletti           | Androni Giocattoli-Sidermec  |
| 15-18 | Tour de Limousin                         | 2.1  | Nicolas Edet              | Cofidis, Solutions Crédits   |
| 16-19 | Arctic Race de Noruega                   | 2.HC | Sergei Chernetski         | Astana                       |
| 16    | Gran Premio Capodarco                    | 1.2U | Einer Rubio               | Vejus-TMF-Cicli Magnum       |
| 18    | Minsk Cup                                | 1.2  | Maciej Paterski           | Wibatech Merx 7R             |
| 19    | Gran Premio de Minsk                     | 1.2  | Nikolai Shumov            | Minsk CC                     |
| 21    | Gran Premio de Marbriers                 | 1.2  | Jon Mould                 | JLT Condor                   |
| 21-24 | Tour Poitou-Charentes en Nueva Aquitania | 2.1  | Arnaud Démare             | Groupama-FDJ                 |
| 21    | Gran Premio de la Villa de Zottegem      | 1.1  | Jérôme Baugnies           | Wanty-Groupe Gobert          |
| 22    | Veenendaal Veenendaal Classic            | 1.1  | Dylan Groenewegen         | LottoNL-Jumbo                |
| 23-26 | Vuelta a Alemania                        | 2.1  | Matej Mohorič             | Bahrain Merida               |
| 23-26 | Baltic Chain Tour                        | 2.2  | Emīls Liepiņš             | Selección de Letonia         |
| 24    | Great War Remembrance Race               | 1.1  | Mihkel Räim               | Israel Cycling Academy       |
| 25    | Omloop Mandel-Leie-Schelde               | 1.1  | Wouter Wippert            | Roompot-Nederlandse Loterij  |
| 26    | Schaal Sels                              | 1.1  | Timothy Dupont            | Wanty-Groupe Gobert          |
| 26    | Ronde van Midden-Nederland               | 1.2  | Casper von Folsach        | ColoQuick                    |
| 26    | Croacia-Eslovenia                        | 1.2  | Dušan Rajović             | Adria Mobil                  |
| 29    | Druivenkoers Overijse                    | 1.1  | Xandro Meurisse           | Wanty-Groupe Gobert          |
| 31    | Hafjell GP                               | 1.2  | Martin Toft Madsen        | BHS-Almeborg Bornholm        |

### Septiembre
| Fecha | Carrera                        | Cat. | Ganador                          | Equipo                          |
| ----- | ------------------------------ | ---- | -------------------------------- | ------------------------------- |
| 1     | Brussels Cycling Classic       | 1.HC | Pascal Ackermann                 | Bora-Hansgrohe                  |
| 1     | Lillehammer GP                 | 1.2  | Alexander Kamp                   | Waoo                            |
| 2     | Gran Premio de Fourmies        | 1.HC | Pascal Ackermann                 | Bora-Hansgrohe                  |
| 2     | Antwerp Port Epic              | 1.1  | Guillaume Van Keirsbulck         | Wanty-Groupe Gobert             |
| 2     | Gylne Gutuer                   | 1.2  | Jasper Philipsen                 | Hagens Berman Axeon             |
| 2-9   | Vuelta a Gran Bretaña          | 2.HC | Julian Alaphilippe               | Quick-Step Floors               |
| 5-9   | Vuelta a Bohemia Meridional    | 2.2  | Michael Kukrle                   | Elkov-Author                    |
| 6-8   | Giro del Friuli Venezia Giulia | 2.2  | Tadej Pogačar                    | Ljubljana Gusto Xaurum          |
| 9     | Chrono Champenois              | 1.2  | Martin Toft Madsen               | BHS-Almeborg Bornholm           |
| 9     | Tour de Doubs                  | 1.1  | Julien Simon                     | Cofidis, Solutions Crédits      |
| 11-16 | Tour de Olympia                | 2.2U | Julius Johansen                  | ColoQuick                       |
| 12    | Gran Premio de Valonia         | 1.1  | Jasper Stuyven                   | Trek-Segafredo                  |
| 12-16 | Tour de Eslovaquia             | 2.1  | Julian Alaphilippe               | Quick-Step Floors               |
| 14    | Campeonato de Flandes          | 1.1  | Dylan Groenewegen                | LottoNL-Jumbo                   |
| 14-16 | Tour de Capadocia              | 2.2  | Alexandr Ovsyannikov             | Vino-Astana Motors              |
| 15    | Coppa Agostoni                 | 1.1  | Gianni Moscon                    | Sky                             |
| 15    | Primus Classic                 | 1.HC | Taco van der Hoorn               | Roompot-Nederlandse Loterij     |
| 16    | Gran Premio Jef Scherens       | 1.1  | Jasper Stuyven                   | Trek-Segafredo                  |
| 16    | Coppa Bernocchi                | 1.1  | Sonny Colbrelli                  | Bahrain Merida                  |
| 16    | Raiffeisen G. P.               | 1.2  | Maciej Paterski                  | Wibatech Merx 7R                |
| 19    | Circuito de Houtland           | 1.1  | Jonas Van Genechten              | Vital Concept                   |
| 19    | Giro de Toscana                | 1.1  | Gianni Moscon                    | Sky                             |
| 19-23 | Tour de Rumania                | 2.2  | Serghei Tvetcov                  | Selección de Rumania            |
| 20    | Coppa Sabatini                 | 1.1  | Juanjo Lobato                    | Nippo-Vini Fantini-Europa Ovini |
| 22    | Tour de Eurométropole          | 1.HC | Mads Pedersen                    | Trek-Segafredo                  |
| 22    | Memorial Marco Pantani         | 1.1  | Davide Ballerini                 | Androni Giocattoli-Sidermec     |
| 23    | Trofeo Matteotti               | 1.1  | Davide Ballerini                 | Androni Giocattoli-Sidermec     |
| 23    | Tour de Gévaudan Occitania     | 1.2  | Jaakko Hänninen                  | EC Saint-Etienne Loire          |
| 23    | Dúo Normando                   | 1.1  | Martin Toft Madsen Rasmus Quaade | BHS-Almeborg Bornholm           |
| 23    | Gooikse Pijl                   | 1.1  | Jordi Meeus                      | SEG Racing Academy              |
| 23    | Gran Premio de Isbergues       | 1.1  | Philippe Gilbert                 | Quick-Step Floors               |
| 25    | Ruota d'Oro                    | 1.2U | Samuele Zoccarato                | General Store-Bottoli-Zardini   |
| 27    | Famenne Ardenne Classic        | 1.1  | Guillaume Boivin                 | Israel Cycling Academy          |
| 27-29 | Tour del Mar Negro             | 2.2  | Ramūnas Navardauskas             | Selección de Lituania           |

### Octubre
| Fecha | Carrera                    | Cat. | Ganador                     | Equipo                  |
| ----- | -------------------------- | ---- | --------------------------- | ----------------------- |
| 2     | Binche-Chimay-Binche       | 1.1  | Danny van Poppel            | LottoNL-Jumbo           |
| 3     | Giro de Münsterland        | 1.HC | Max Walscheid               | Sunweb                  |
| 4     | París-Bourges              | 1.1  | Valentin Madouas            | Groupama-FDJ            |
| 6     | Tour de Vendée             | 1.1  | Nico Denz                   | Ag2r La Mondiale        |
| 6     | Giro de Emilia             | 1.HC | Alessandro De Marchi        | BMC Racing              |
| 7     | Gran Premio Bruno Beghelli | 1.HC | Bauke Mollema               | Trek-Segafredo          |
| 7     | Piccolo Giro de Lombardía  | 1.2U | Robert Stannard             | Mitchelton-BikeExchange |
| 7     | París-Tours sub-23         | 1.2U | Marten Kooistra             | SEG Racing Academy      |
| 7     | París-Tours                | 1.HC | Søren Kragh Andersen        | Sunweb                  |
| 9     | Tres Valles Varesinos      | 1.HC | Toms Skujiņš                | Trek-Segafredo          |
| 10    | Milán-Turín                | 1.HC | Thibaut Pinot               | Groupama-FDJ            |
| 11    | Giro del Piemonte          | 1.HC | Sonny Colbrelli             | Bahrain Merida          |
| 13    | Tacx Pro Classic           | 1.1  | Peter Schulting             | Monkey Town Continental |
| 13    | De Kustpijl                | 1.2  | Timothy Stevens             | Cibel-Cebon             |
| 14    | Chrono des Nations sub-23  | 1.2U | Mathias Norsgaard Jørgensen | Riwal CeramicSpeed      |
| 14    | Chrono des Nations         | 1.1  | Martin Toft Madsen          | BHS-Almeborg Bornholm   |

## Clasificaciones finales
- Nota: Clasificaciones actualizadas al 21 de octubre tras el término de la temporada.[3][4]

### Individual
La integran todos los ciclistas que logren puntos pudiendo pertenecer tanto a equipos amateurs como profesionales, inclusive los equipos UCI WorldTeam.
| Posición | Ciclista           | Puntos |
| -------- | ------------------ | ------ |
| 1.º      | Hugo Hofstetter    | 1028   |
| 2.º      | Pascal Ackermann   | 1020   |
| 3.º      | Timothy Dupont     | 996    |
| 4.º      | Alejandro Valverde | 959    |
| 5.º      | Tim Wellens        | 831    |
| 6.º      | Andrea Pasqualon   | 801    |
| 7.º      | Sonny Colbrelli    | 742,8  |
| 8.º      | Thibaut Pinot      | 715    |
| 9.º      | Fabio Jakobsen     | 682    |
| 10.º     | Kenny Dehaes       | 673    |

| 11.º | Iván Ramiro Sosa     | 661    |
| 12.º | Dylan Groenewegen    | 639    |
| 13.º | Jasper Stuyven       | 634    |
| 14.º | Mathieu van der Poel | 633    |
| 15.º | Eduard Prades        | 629    |
| 16.º | Matej Mohorič        | 623    |
| 17.º | Lilian Calmejane     | 619    |
| 18.º | Danny van Poppel     | 614,27 |
| 19.º | Jan Tratnik          | 611,71 |
| 20.º | Davide Ballerini     | 604    |

### Equipos
A partir de 2016 y debido a cambios reglamentarios, todos los equipos profesionales entran en esta clasificación, incluso los UCI WorldTeam que hasta la temporada anterior no puntuaban. Se confecciona con la sumatoria de puntos que obtenga un equipo con sus 8 mejores corredores en la clasificación individual. La clasificación también la integran equipos que no estén registrados en el continente.
| Posición | Equipo                      | Puntos |
| -------- | --------------------------- | ------ |
| 1.º      | Wanty-Groupe Gobert         | 4043   |
| 2.º      | Cofidis, Solutions Crédits  | 3434   |
| 3.º      | Androni Giocattoli-Sidermec | 3012   |
| 4.º      | Direct Énergie              | 2846   |
| 5.º      | Roompot-Nederlandse Loterij | 2747   |

| 6.º  | CCC Sprandi Polkowice           | 2304,97 |
| 7.º  | Israel Cycling Academy          | 2266,71 |
| 8.º  | Sport Vlaanderen-Baloise        | 2007    |
| 9.º  | Nippo-Vini Fantini-Europa Ovini | 1956,2  |
| 10.º | WB-Aqua Protect-Veranclassic    | 1840    |

### Países
Se confecciona mediante los puntos de los 10 mejores ciclistas de un país, no solo los que logren en este Circuito Continental, sino también los logrados en todos los circuitos. E incluso si un corredor de un país de este circuito, solo logra puntos en otro circuito (Europa, America, África, Oceanía), sus puntos van a esta clasificación.
| Posición | País         | Puntos  |
| -------- | ------------ | ------- |
| 1.º      | Bélgica      | 5489    |
| 2.°      | Italia       | 5335,8  |
| 3.º      | Francia      | 5111    |
| 4.º      | Países Bajos | 4410,12 |
| 5.º      | España       | 4134    |

| 6.º  | Alemania  | 3877,14 |
| 7.º  | Eslovenia | 2812,71 |
| 8.º  | Dinamarca | 2679,92 |
| 9.º  | Suiza     | 2343,83 |
| 10.º | Polonia   | 2107,84 |

### Países sub-23
| Posición | País         | Puntos  |
| -------- | ------------ | ------- |
| 1.º      | Países Bajos | 1830,22 |
| 2.º      | Bélgica      | 1639,17 |
| 3.º      | Francia      | 1549    |
| 4.º      | Dinamarca    | 1255,5  |
| 5.º      | Italia       | 1121    |

## Evolución de las clasificaciones
| Fecha            | Clasificación individual | Clasificación por equipos | Clasificación por países | Clasificación por países sub-23 |
| ---------------- | ------------------------ | ------------------------- | ------------------------ | ------------------------------- |
| 31 de enero      | Nacer Bouhanni           | Cofidis                   | Italia                   | Bélgica                         |
| 28 de febrero    | Nacer Bouhanni           | Wanty-Groupe Gobert       | Francia                  | Bélgica                         |
| 31 de marzo      | Elia Viviani             | Wanty-Groupe Gobert       | Italia                   | Bélgica                         |
| 30 de abril      | Kenny Dehaes             | Wanty-Groupe Gobert       | Bélgica                  | Francia                         |
| 31 de mayo       | Kenny Dehaes             | Wanty-Groupe Gobert       | Bélgica                  | Dinamarca                       |
| 30 de junio      | Andrea Pasqualon         | Wanty-Groupe Gobert       | Italia                   | Países Bajos                    |
| 31 de julio      | Andrea Pasqualon         | Wanty-Groupe Gobert       | Italia                   | Dinamarca                       |
| 31 de agosto     | Andrea Pasqualon         | Wanty-Groupe Gobert       | Italia                   | Países Bajos                    |
| 30 de septiembre | Timothy Dupont           | Wanty-Groupe Gobert       | Bélgica                  | Países Bajos                    |
| 21 de octubre    | Hugo Hofstetter          | Wanty-Groupe Gobert       | Bélgica                  | Países Bajos                    |
| Final            | Hugo Hofstetter          | Wanty-Groupe Gobert       | Bélgica                  | Países Bajos                    |